# Милан Чакширан
Милан Чакширан (Кордунски Љесковац, код Слуња, 12. април 1908 — Цетинград, 17. јун 1943), учесник Народноослободилачке борбе и народни херој Југославије.

## Биографија
Рођен је 12. априла 1908. године у Кордунском Љесковцу код Слуња.
Пре Другог светског рата бавио се земљорадњом.
Учесник Народноослободилачке борбе је од 1941. године. Када је у септембру формиран партизански одред у Кордунском Љесковцу, постао је његов борац.
Погинуо је 17. јуна 1943. године након заузимања усташких бункера, у нападу Друге ударне бригаде Осме кордунашке дивизије на Цетинград.
Указом Президијума Народне скупштине Федеративне Народне Републике Југославије, 20. децембра 1951. године, проглашен је за народног хероја.